# 2020 en climatologie
Cet article présente les faits marquants de l'année 2020 en climatologie.

## Évènements
2020 est l'année avec la température la plus élevée enregistrée depuis le début des relevés mondiaux, selon les études du programme Copernicus, avec une température moyenne supérieure de 1,25 °C à la moyenne de l'ère pré-industrielle. 2020 est aussi chaude que 2016, l'année à la température la plus élevée enregistrée jusque-là, avec la différence que 2016 avait connu un épisode naturel d'El Niño exceptionnel qui avait également contribué à la montée des températures, ce qui n'est pas le cas de 2020. En Arctique, les températures en 2020 ont dépassé de 6 °C la moyenne de référence. En Europe, marquée par une vague de chaleur exceptionnelle, l'année 2020 a été largement la plus chaude, 0,4 °C au-dessus de 2019, et 1,6 °C au-dessus de la période de référence 1981-2010, soit plus de 2,2 °C au-dessus de la période pré-industrielle.
L'hiver météorologique 2019-2020, c'est-à-dire la période décembre 2019 à février 2020, est le plus chaud qu'ait connu l'Europe depuis le début des relevés de température, avec une température supérieure de 3,4 °C à la moyenne depuis le début des relevés. Ce qui dépasse largement le record précédent, l'hiver météorologique 2015-2016, de 1,4 °C.
De janvier 2020 à mars 2020, L'Europe a connu son premier trimestre le plus chaud avec une anomalie de +3,2 °C par rapport à la moyenne du XXe siècle.
Sur la période de juin 2019 à septembre 2020 (16 mois consécutifs), la France a connu des mois plus chauds que la normale et le pays a enregistré son début d'année le plus chaud jamais enregistré (janvier 2020 - juillet 2020) avec une anomalie de +1,68 °C par rapport aux normales de saison. Des pics de chaleur de 35 °C à 40 °C sont souvent franchis de plus en plus en France chaque année, la barre symbolique des 40 °C était il y a seulement un demi siècle moins dépassée qu'aujourd'hui, les étés 2019 et 2020 ont vu un festival de 40 °C s'étendant sur une large partie du pays avec une extension jusqu'au nord du pays.
En France, 2020 est l'année la plus chaude jamais enregistrée devant 2018 et 2014. Cette année connaît une succession de mois chauds, seul octobre a été plus frais que sa moyenne mensuelle. Les mois de février, avril, août et novembre ont été particulièrement doux voire chauds. L'hiver 2019-2020 a été l'hiver plus doux jamais enregistré et le printemps 2020 est le second plus chaud. De plus deux vagues de chaleur exceptionnelles, parfois caniculaires, ont concerné la France, d'abord du 6 au 13 août, puis du 13 au 17 septembre. Pendant ces périodes de nombreux records de températures ont été battus.
Une étude publiée le 19 mai dans Nature Climate Change révèle que du 1er janvier au 30 avril, les émissions mondiales de gaz à effet de serre ont diminué de -8,6%, dont une baisse de -7% pour le dioxyde de carbone, avec une baisse maximale des émissions mondiales de gaz à effet de serre de -17% le 7 avril.
L’année 2020 connait un nombre record de cyclones en raison du changement climatique.

### Janvier
L'Australie est confrontée à de violents incendies depuis le mois d'août 2019, l'incendie a brûlé plus de dix-huit millions d'hectares, et plus d'un milliard d'animaux ont péri. Le 4 janvier, des records de température pour un mois de janvier ont été enregistrés notamment dans la banlieue de Sydney avec une température de 48,9 °C et de 42,9 °C à Canberra.
L'Alaska et le Canada sont confrontés à une vague de froid, le thermomètre a chuté jusqu'à −50 °C en Alaska et jusqu'à −54 °C dans le territoire canadien de Yukon.
Le mois de janvier 2020 est le mois de janvier le plus chaud jamais enregistré dans le monde.

### Février
Le 1er février la capitale australienne (Canberra) a battu son record mensuel pour un mois de février qui est de 42,7 °C.
La France connaît début février une vague de douceur, la température dans le sud de la France était comprise entre 25 et 28 °C dont la valeur la plus haute a été relevée dans les Pyrénées-Atlantiques et ce sont les premiers 25 °C relevés dans l'hexagone à cette époque de l'année.
Deux records de chaleur sont battus en Antarctique. Le 7 février, l'Antarctique argentin enregistre une température de 18,3 °C, ce qui représente le record de chaleur pour l'Antarctique continentale. Et le 9 février la température dépasse pour la première fois les 20 °C, la température mesurée était de 20,75 °C sur l'Île Seymour, ce qui constitue le record absolu pour l'Antarctique.
En Europe, le mois de février 2020 est le deuxième mois de février le plus chaud connu, avec une température supérieure de 3,9 °C à la moyenne des mois de février depuis le début des relevés de température (le mois de février le plus chaud connu étant février 1990 avec une température supérieure de 4,5 °C à la moyenne). En France, le mois de février 2020 est supérieur de 3,6 °C à la moyenne, ce qui en fait le deuxième mois de février le plus chaud connu en France (derrière encore février 1990 où la température était supérieure de 4,4 °C).
La tempête Dennis a eu des conséquences en Europe, il y a eu plus d'un mois de pluie au Pays-de-Galles et des températures printanières ont également eu lieu jusqu'en Russie ; en Allemagne des records mensuels de températures ont été battus, il a fait jusqu'à 19,4 °C à Worms et 18,1 °C à Hambourg le 16 février. En France la journée du 16 février a été particulièrement douce dans le sud-ouest, une température de 28,3 °C a été relevée à Oloron-Sainte-Marie ce qui est un record mensuel pour la ville, à Strasbourg on a relevé 20,4 °C et à Paris 18,2 °C.
Entre le 1er janvier et le 25 février 2020, une très forte baisse de la pollution atmosphérique est constatée en Chine, notamment une forte chute du dioxyde d'azote ainsi que du dioxyde de carbone, en raison de la diminution de l'activité industrielle provoquée par l'épidémie de Covid-19.

### Mars
Avec la baisse de la consommation d'énergie par les industries, et la diminution des émissions liées aux transports, provoquées par la pandémie de maladie à Covid-19 une baisse des teneurs de dioxyde d'azote et de dioxyde de carbone sont également observées en Italie du Nord entre le 7 février et le 8 mars sur le même modèle que ce qui avait été observé en Chine en janvier-février. De plus, à la mi-mars, le même phénomène de diminution de la pollution atmosphérique semblait se répéter dans plusieurs zones de l'Europe. Le 26 mars, l'Agence spatiale européenne confirme qu'elle a observé du 14 au 25 mars une diminution de la pollution de l'air, notamment du dioxyde d'azote, en Europe, notamment en Italie, en France et en Espagne, y compris dans des villes d'ordinaire très polluées comme Madrid, Paris ou Rome. La coïncidence de la chute de la pollution et des débuts des confinements dans ces pays indiquent une corrélation directe. Dans le cas de l'Italie, la chute du tourisme a également fait diminuer la pollution de l'eau provoquée par les bateaux à Venise, et donc d'assainir les canaux et d'y permettre un retour de la faune aquatique.
Le mois de mars 2020 est le deuxième mois de mars le plus chaud jamais enregistré dans le monde.

### Avril
Début avril, la France a connu une vague de chaleur précoce et plus particulièrement dans le nord où des records de températures ont été battus. Le 9 avril, il a fait jusqu'à 27 °C à Paris. Selon les données de Copernicus, le mois d'avril 2020 est le deuxième mois d'avril le plus chaud recensé, dépassant à cette place le mois d'avril 2019 de 0,08 °C, et n'étant derrière le mois d'avril le plus chaud, celui d'avril 2016, que de 0,01 °C.
Le 16 avril, l'Agence spatiale européenne publie des cartes confirmant une baisse de la teneur de dioxyde d'azote dans l'air des grandes villes d'Europe entre le 13 mars et le 13 avril, grâce à la baisse d'activité industrielle et des transports provoquée par la pandémie de Covid-19, dont -47% à Milan, -48% à Madrid, -49% à Rome et -54% à Paris. De plus, à Athènes (capitale de la Grèce), et au-delà de l'Europe à New Delhi (capitale de l'Inde), le smog diminue énormément de manière visible à l’œil nu. Dans une étude publiée le 30 avril, le Centre de recherche sur l'énergie et l'air propre estime que l'amélioration de la qualité de l'air grâce au confinement a permis d'éviter en Europe 11 300 décès liés à la pollution. Le 7 avril, les émissions mondiales de gaz à effet de serre connaissent une baisse maximale de -17%.
Sans lien avec la pandémie, une série d'incendies de forêt se déclarent dans la zone d'exclusion de Tchernobyl, ce qui entraîne un taux de radioactivité 16 fois supérieur à la normale dans cette zone. Entre les fumées dégagées par ces incendies, d'autres émises par l’incinération massive des herbes sèches par des villageois (pratique très répandue en Ukraine) et une tempête de sable qui frappe la capitale ukrainienne le 16 avril, le 17, Kiev devient temporairement la ville la plus polluée au monde.

### Mai
Du 4 mai au 23 juin 2020, l'association Ocean Voyages Institute mène une expédition dans le continent de plastique, et y récupère 103 tonnes de déchets plastiques et les ramène à Hawaï pour recyclage, ce qui bat très largement le précédent record de repêche de déchets plastiques qui était de 48 tonnes (également détenu par l'association).
Début mai, la France a connu une vague de chaleur précoce, les températures étaient entre 25 et 35 °C, plus particulièrement dans le sud-ouest où les températures ont dépassé les 30 °C et il a fait jusqu'à 35,4 °C à Cambo-les-Bains. Le 4 mai 2020, les 35°C les plus précoces de l'année en France sont relevés.
Mi-mai, une canicule concerne le Sud-Est de l'Europe et le Proche-Orient, des records de températures sont battus en Turquie où il fait jusqu'à 44,5 °C à Tire, en Grèce il fait jusqu'à 41,8 °C à Plora, à Chypre il fait jusqu'à 43,5 °C à Morphou et en Italie il fait jusqu'à 39,9 °C à Palerme. En Israël et en Jordanie, le thermomètre grimpe jusqu’à 47 °C. Il n'avait jamais fait aussi chaud au mois de mai dans ces pays.
Fin mai, une canicule concerne le Québec pendant quatre jours, il fait jusqu’à 36,6°C.
Le mois de mai 2020 est le mois de mai le plus chaud jamais enregistré dans le monde.

### Juin
Mi-juin, un épisode cévenol concerne la France (Massif central et les Cévennes), c'est un épisode exceptionnel pour cette période de l'année car ce phénomène se produit fréquemment en automne et hiver.
Le 20 juin, 38,0 °C a été enregistré en Sibérie, soit une température 17 °C au-dessus des normales de saison, c'est la température tous mois confondus jamais mesurée au-delà du cercle polaire. La température y est supérieure de 10 °C à la moyenne des mois de juin normaux, avec également un pic de 37 °C en Extrême-Orient russe. Ces températures déclenchent des incendies plus nombreux et plus intenses que d'habitude en Sibérie, en Alaska et au Yukon, qui dégagent 59 mégatonnes de dioxyde de carbone dans l'atmosphère (contre 53 mégatonnes contre les incendies dans l'Arctique de 2019 qui étaient déjà exceptionnellement intenses). Selon une étude du World Weather Attribution publiée le 15 juillet, il n'y a quasiment aucune chance que les températures en Sibérie aient été supérieures de +5°C par rapport à la normale et qu'une canicule aussi exceptionnelle ait pu se produire sans le dérèglement climatique provoqué par l'activité humaine - c'est-à-dire que les chances auraient été 600 fois inférieures sans le réchauffement climatique.

Fin juin, la France enregistre son premier pic de chaleur de l'été, Paris enregistre son premier 35,0 °C de l'année et la température la plus élevée de cet épisode est de 36,4 °C à Saint-Maur-des-Fossés.
Fin juin dans les pays scandinaves, le thermomètre a grimpé au-delà des 30,0 °C, des records pour un mois de juin ont été battus.
Le mois de juin 2020 est le mois de juin le plus chaud jamais enregistré dans le monde à égalité avec juin 2019.

### Juillet
Le 5 juillet en Inde, les autorités du Bihar annoncent que la foudre a tué 147 personnes en 10 jours, soit plus que le bilan annuel des années précédentes alors que ce n'est que le début de la mousson, l'hypothèse d'un nombre d'éclairs et d'impacts plus intense à cause de la hausse de température et de l'humidité de l'atmosphère en conséquence du dérèglement climatique est privilégiée.
La France enregistre son mois de juillet le plus sec depuis 1959, et une canicule concerne le pays à la fin du mois, il a fait jusqu'à 41,9°C à la station Socoa (Ciboure)

### Août
Début août, une canicule concerne la France plus précisément les régions Ile-de-France et Hauts-de-France, 15 départements du nord de la France sont placés en vigilance rouge canicule par Météo-France c'est la 3e alerte vigilance rouge canicule, 1 an après les deux premières vigilances rouges canicules historiques de 2019.

### Septembre
La Californie fait face à des incendies historiques durant le mois de septembre 2020. Par conséquent, un ciel orangé apocalyptique se forme à San Francisco.
À la mi-septembre, une vague de chaleur tardive touche la France, le 14 et le 15 septembre beaucoup de records de températures pour un mois de septembre sont battus,.